# Tunnel d'Olimpia
Le tunnel d'Olimpia (Galleria Olimpia en italien) est un tunnel bitube monodirectionnel à triple voie emprunté par l'autoroute A26, à hauteur de la ville de San Salvatore Monferrato, dans la région du Piémont, en Italie.